# Christina Birch
Christina M Birch (Arizona, 17 de novembro de 1986) é uma ciclista profissional e astronauta dos EUA.

## Juventude e carreira
Birch cresceu em Gilbert, Arizona e formou-se na Universidade do Arizona com um bacharel em matemática e outro em bioquímica e biofísica molecular. Birch começou no ciclismo com a equipe do MIT enquanto trabalhava em seu PhD. Enquanto no MIT, ela venceu a divisão de ciclismo colegiado ciclocross de 2014 USA Cycling [en]. Birch também representou a equipe de ciclocross JAM Fund [en] entre 2011-2015.
Birch foi nomeada como parte da equipe estadunidense nas Olímpiadas de 2020 em junho de 2020.

## Candidata à astronauta
No dia 6 de dezembro de 2021, Birch foi formalmente anunciada como candidata à astronauta da NASA como parte do Grupo 23 de Astronautas da NASA. Foi oficializada como astronauta no dia 5 de março de 2024.

## Resultados
2014
National Cyclocross Championships
1st  Collegiate Division Two 
2015
National Track Championships [en]
2nd  Madison
2016
National Track Championships
1st  Individual Pursuit
2nd  Madison
2nd  Points Race
2017
National Track Championships
1st  Individual Pursuit
1st  Team Pursuit
2nd  Madison
2nd  Points Race
2018
National Track Championships
1st  Team Pursuit
1st   Madison
2nd  Points Race
3rd  Omnium
Pan American Road and Track Championships [en]
1st  Team Pursuit
2nd  Madison
2019
National Track Championships
2nd  Madison
3rd  Points Race
2nd  Omnium
Pan American Road and Track Championships [en]
2nd  Team Pursuit